# Mousse de mélamine

Représentation idéalisée d'une résine de mélamine, dont la mousse de mélamine est l'une des formes.

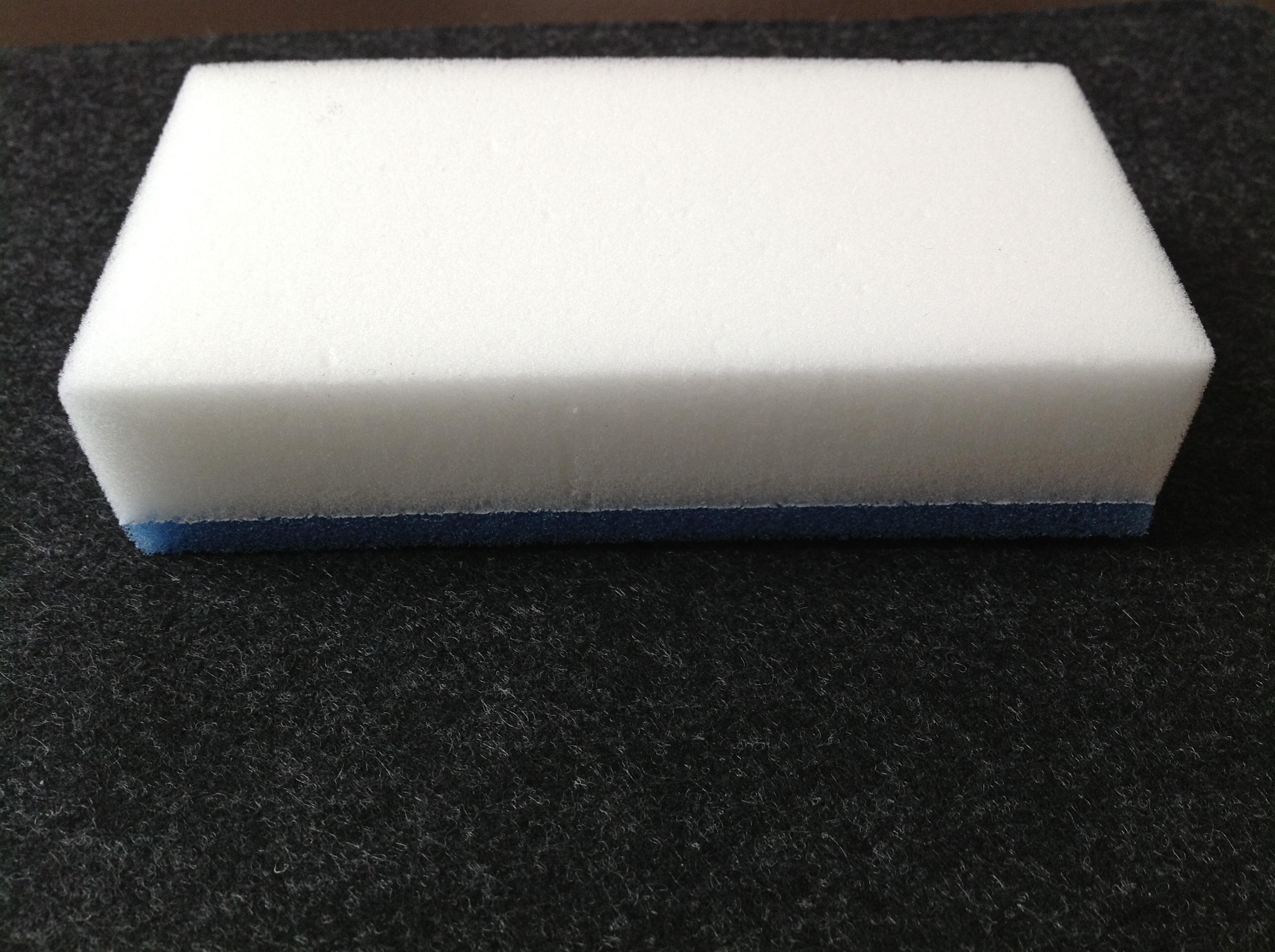
Gomme magique en mousse de mélamine.

La mousse de mélamine est un polymère organique constitué de mousse de résine de mélamine obtenue par condensation de mélamine (NCNH2)3 et de formaldéhyde HCHO. Elle est produite par différents fabricants de par le monde, notamment par BASF en Allemagne sous la marque Basotect et par Dongsung Chemical en Corée du Sud sous la marque VIXUM. Elle est utilisée depuis la fin du siècle dernier comme isolant thermique pour tuyaux et conduits ainsi que comme isolant phonique dans les studios d'enregistrement, les plateaux de tournage, les auditoriums et les lieux apparentés. 
Ce matériau présente plusieurs propriétés intéressantes, telles qu'une bonne résistance au feu en émettant peu de fumées et de bonnes propriétés isolantes, à la fois thermiques et phoniques, pour une faible masse volumique. La mousse de mélamine est ainsi employée dans le secteur ferroviaire pour l'isolation des trains à grande vitesse, comme le Talgo en Espagne et le Shinkansen au Japon. Elle est également utilisée pour réaliser des éponges nettoyantes abrasives. La mousse est microporeuse (en) et constituée de cellules ouvertes dont les parois en résine de mélamine sont très dures et agissent comme du papier de verre jusqu'au fond des rayures et des creux de la surface à nettoyer. À plus grande échelle, le matériau semble mou car les pores sont interconnectés au sein de la mousse. 
Les « gommes magiques » commercialisées sous la marque Monsieur Propre de Procter & Gamble, connues au Québec comme « effaceurs magiques » de M. Net, sont en mousse de mélamine et sont censées pouvoir nettoyer les marques de crayon, de feutres et marqueurs et de graisse sur des murs peints, des surfaces en bois et des peintures sur plastique de tables en bois traitées, ainsi que des résidus d'adhésif et la crasse des enjoliveurs. Si la surface à nettoyer n'est pas suffisamment dure, elle peut être finement rayée par le matériau mélaminé. La mousse s'use à la manière d'une gomme, laissant un léger résidu qu'il est conseillé de rincer car toxique.[réf. souhaitée]